# Испанска кралска федерация по футбол
Испанската кралска федерация по футбол (на испански: Real Federación Española de Fútbol) е основната футболна организация на Испания. Създадена е през 1909 г. Тя е част от ФИФА (1913) и УЕФА (1954) като седалището на съюза се намира в едно от предградията на Мадрид – Лас Росас.